# Max und Moritz (Mohaupt)
Max und Moritz ist eine Tanzburleske von Richard Mohaupt (Libretto und Musik) und Alfredo Bortoluzzi (Choreografie). Als literarische Vorlage diente ihnen die gleichnamige Bildergeschichte von Wilhelm Busch. Das Ballett erlebte seine Uraufführung am 18. Dezember 1949 am Badischen Staatstheater in Karlsruhe.

## Personen
- Max und Moritz
- Witwe Bolte
- Deren drei Hennen und ein Hahn (Ballettkinder)
- Schneider Böck und seine Frau
- Lehrer Lämpel
- Onkel Fritz
- Der Müller
- Der Bauer und die Bäuerin
- Knechte und Mägde (Corps de ballet)

## Ablauf und Handlung
Intrada (Allegro con brio)

### Erste Szene: Haus und Hof der Witwe Bolte
Während Witwe Bolte in ihrem Haus ein Mittagschläfchen hält (Berceuse, Lento), verlegen die Lausbuben Max und Moritz im Hof vier kleine, an Fäden befestigte Brotstücke als Köder für das Federvieh (Allegretto con moto). Der Hahn entdeckt die Leckerbissen zuerst und meldet den Fund den drei Hennen (Gigue, Vivace). Auf den Genuss der Mahlzeit folgt der Todeskampf (Presto). Witwe Bolte entdeckt das Malheur.
Ritornell (Marcia funebre)

### Zweite Szene: Küche, Speisekammer und Dach
Die Hühner brutzeln in der Pfanne (Romanze, Lento). Max und Moritz steigen aufs Dach (Perpetuum Mobile, Vivace). Als Witwe Bolte in die Speisekammer geht, werfen die Lausebengels eine Angel aus, mit der sie den Braten zu sich heraufziehen. Die Witwe kehrt in die Küche zurück und entdeckt den Diebstahl.
Ritornell (Siciliano)

### Dritte Szene: Haus von Schneider Böck, davor ein Bach mit Steg
Böck sitzt auf seinem Tisch und näht (Vivo). Derweil sägen Max und Moritz die hölzerne Brücke halb durch. Anschließend locken sie den Schneider aus dem Haus, indem sie ihn verspotten (Serenade, Allegro – Allegro vivace). Als er bei der Verfolgungsjagd die Brücke überquert, bricht sie entzwei. Böck stürzt in den Bach. Nachdem er wieder das Ufer erreicht hat, fröstelt es ihn (Pantomime). Danach plagen ihn Magenkrämpfe (Grotesktanz, Andante con brio). Seine Frau versucht, ihn mit Hilfe eines Bügeleisens zu trocknen.
Ritornell (Andante academico)

### Vierte Szene: Lehrer Lämpels Haus und Orgelempore
Während der Lehrer in der Kirche die Orgel spielt (Choralpräludium, Andante assai), stopfen die Lausbuben bei ihm daheim Pulver in den Kopf der Meerschaumpfeife. Nach dem Gottesdienst (Cantus firmus, Allegretto) kehrt Lehrer Lämpel in sein Haus zurück. Kaum hat er den Tabak angezündet, entsteht eine Explosion (Presto). Lämpel sieht nur noch wie ein Häufchen Elend aus (Adagio).
Ritornell (Allegro non troppo)

### Fünfte Szene: Haus und Garten von Onkel Fritz
Max und Moritz rütteln an einem Baum, bis die Maikäfer herunterpurzeln. Diese sammeln sie auf und legen sie unter des Onkels Bettdecke (Notturno, Andante misterioso). Als die Buben verschwunden sind, kommt tanzend Onkel Fritz daher (Allemande, Allegretto) und legt sich müde ins Bett (Burlesca cacciata, Vivace). Zunächst scheint er ruhig zu schlafen; doch dann fallen die Käfer über ihn her und wecken ihn auf. Im Mondlicht macht er Jagd auf die Insekten (Pantomime).
Ritornell und Pastorale (Allegretto con moto)

### Sechste Szene: In der Mühle
Max und Moritz schneiden Löcher in die Kornsäcke. Als der Müller den Streich bemerkt, wird er wütend und tanzt wie eine Furie (Vivace pesante). Es gelingt ihm, die Lausbuben zu fangen und in einen Sack zu stecken. Den wirft er in den Mühlentrichter (Galopp).

### Apotheose
Der Mahlvorgang lässt das Mühlwerk laut knattern. Plötzlich setzt das Mühlrad aus. Abweichend von der literarischen Vorlage steigen Max und Moritz unversehrt heraus und führen einen lustigen Tanz auf (Presto – Prestissimo).

## Anmerkung
Es wurde oft versucht, von Wilhelm Buschs populärstem Werk eine Bühnenfassung zu erstellen. Fast immer war das Vorhaben zum Scheitern verurteilt. Das Ballett aber scheint dafür die geeignetste Kunstform zu sein. Mohaupt verwendet in seiner Komposition historische Tanzformen, die er der Danse d’action anpasst. Weil das Ballett als Zielgruppe nicht nur Erwachsene, sondern auch Kinder ansprechen will, ist die Musik sehr eingängig, witzig und bleibt immer tonal.